# Canthidium escalerai
Canthidium escalerai là một loài bọ cánh cứng trong họ Bọ hung (Scarabaeidae).